# Yakov Mikhailovich Sverdlov
Yakov Mikhailovich Sverdlov (tiếng Nga: Я́ков Миха́йлович Свердло́в, IPA: [ˈjakəf mʲɪˈxajləvʲɪt͡ɕ svʲɪrdˈlof]); được biết đến dưới bút danh "Andrei", "Mikhalych", "Max", "Smirnov", "Permyakov" 3 tháng 6 [lịch cũ 22 tháng 5] năm 1885 – 16 tháng 3 năm 1919) là một nhà lãnh đạo đảng Bolshevik và Chủ tịch Ban Chấp hành Trung ương Toàn Nga.

## Thiếu thời
Sverdlov sinh ra ở Nizhny Novgorod với tên gọi Yakov Mikhailovich Sverdlov có cha mẹ người Do Thái là Mikhail Izrailevich Sverdlov và Elizaveta Solomonova. Cha ông là một thợ khắc hoạt động chính trị rồi về sau làm giả mạo, lưu trữ vũ khí và xử lý một phần để hỗ trợ gia đình của mình. Gia đình Sverdlov có sáu người con: hai con gái (Sophia và Sara) và bốn người con trai (Zinovy, Yakov, Veniamin, và Lev). Sau khi vợ mất vào năm 1900, Mikhail và cả gia đình cải đạo sang Giáo hội Chính Thống giáo Nga và kết hôn với Maria Aleksandrovna Kormiltsev và có thêm hai người con trai (Herman và Alexander). Anh trai của ông đã được đại văn hào Maxim Gorky nhận nuôi và cũng là một khách mời thường xuyên tại nhà. Zinovy về sau được biết đến với cái tên nổi tiếng Zinovy Peshkov. Yakov Sverdlov gia nhập Đảng Lao động Dân chủ Xã hội Nga vào năm 1902 và sau đó là phe Bolshevik để hỗ trợ Vladimir Lenin. Ông đã tham gia trong cuộc Cách mạng năm 1905.
Sau bốn năm trung học, ông trở thành một nhà hoạt động ngầm nổi bật và người diễn thuyết ở Nizhny Novgorod. Ít lâu sau ông bị nhà cầm quyền bắt giam và lưu đày vào tháng 6 năm 1906 cho mãi đến khi Cách mạng năm 1917 bùng nổ mới được thả ra. Trong thời kỳ tù đày năm 1914-1916, ông đã sống lưu vong ở tại Turukhansk, Siberia, cùng với Joseph Stalin.

## Công tác
Sau cuộc Cách mạng Tháng Hai năm 1917 ông được thả tự do trở về Petrograd và đã được tái bầu chọn vào Ban Chấp hanh Trung ương. Ông đóng một vai trò quan trọng trong việc hoạch định Cách mạng Tháng Mười.
Một cuốn sách được nhà viết kịch Moskva viết vào năm 1990 là Edvard Radzinsky tuyên bố rằng Sverdlov đã có một vai trò trong việc giết hại cả nhà Sa hoàng Nikolai II. Theo cuốn sách này, Sverdlov đã ra lệnh xử tử hoàng gia vào ngày 16 tháng 7 năm 1918 diễn ra tại thành phố Yekaterinburg. Cuốn sách này cũng như các sách khác của Radzinsky đều có đặc điểm "lịch sử dân gian" (mà người Nga gọi là dã sử) của các nhà báo và sử gia viện hàn lâm. Tuy nhiên Yuri Slezkine trong tác phẩm Thế kỷ của người Do Thái đã bày tỏ quan điểm: "Những năm đầu Nội chiến, vào tháng 6 năm 1918, Lenin đã ra lệnh giết hại Nicholas II và gia đình ông. Trong số những người được giao phó thực hiện mệnh lệnh gồm Sverdlov, Filipp Goloshchekin (ru) và Yakov Yurovsky."
Sự kiện lớn này bắt nguồn từ một cuốn sách năm 1922 của tướng Bạch vệ Nga Mikhail Diterikhs với nhan đề Kẻ sát hại Sa hoàng và các thành viên nhà Romanov ở dãy Ural, trong đó tác giả đã tìm cách miêu tả cái chết của hoàng gia như là một âm mưu của người Do Thái chống lại Nga. Tại đó ông được gọi bằng biệt danh Severdlovsk từ cái tên Do Thái của mình là "Yankel" và Goloshchekin là "Isaac". Quyển sách này lần lượt dựa trên một nguồn tài liệu của Nikolai Sokolov, điều tra viên đặc biệt cho tòa án khu vực Omsk, người mà Diterikhs được giao nhiệm vụ điều tra sự biến mất của Romanov trong khi giữ cương vị thống đốc tỉnh dưới chế độ Bạch vệ trong cuộc nội chiến Nga.
Là đồng minh thân cận của Vladimir Lenin, Sverdlov đóng một vai trò quan trọng trong các quyết định gây tranh cãi để đóng cửa Hội đồng Lập hiến và ký Hiệp ước Brest-Litovsk. Cũng có thể là Lenin đưa ra các lý thuyết và Sverdlov đoan chắc chúng sẽ hoạt động. Sau đó mối quan hệ của họ bị rạn nứt vì Lenin dường như quá thiên về lý thuyết hơn là một người thực tế như Sverdlov. Đôi khi ông được gọi là nguyên thủ quốc gia đầu tiên của Liên Xô nhưng điều này là không chính xác vì Liên Xô chỉ ra đời vào năm 1922, ba năm sau cái chết của Sverdlov. Tuy nhiên, trong vai trò là chủ tịch Ban Chấp hành Trung ương Toàn Nga (VTsIK) ông được coi là nguyên thủ quốc gia hợp pháp của Cộng hòa Xã hội chủ nghĩa Xô viết Nga từ ngay sau cuộc Cách mạng tháng Mười cho đến khi qua đời.

## Cái chết

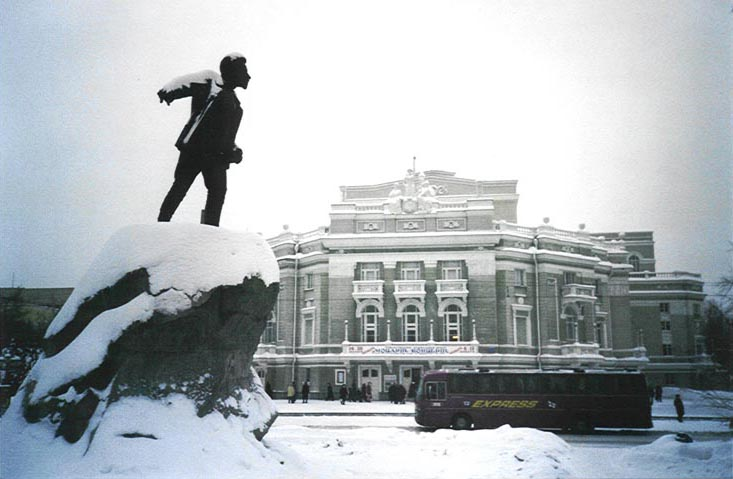
Bức tượng Sverdlov bị tuyết phủ ở Yekaterinburg, trước đây là Sverdlovsk.

Một nguồn tin chính thức là Sverdlov chết vì cúm ở Oryol trong đại dịch cúm năm 1918, trong chuyến đi chính trị từ Kharkiv trở về Moskva và bị nhiễm cúm khi tham gia phát biểu ngoài trời. Ông được chôn cất tại bức tường Necropolis Điện Kremlin tại Moskva. Riêng dư luận lại cho rằng ông qua đời vì bệnh lao do thể trạng gầy gò xanh xao. Sử gia Arkadi Waksberg tuyên bố rằng có tin đồn đáng tin cậy rằng Sverdlov bị các công nhân đánh đến chết ở Oryol, do nguồn gốc Do Thái của ông, và vụ việc đã được che đậy để ngăn chặn làn sóng chống Do Thái bộc phát. Một nghiên cứu khác là ông đã bị chính phủ cách mạng loại bỏ do có dính dáng đến một vụ ám sát Lenin.
Ông là người đầu tiên trong số các thanh viên kỳ cựu Bolshevik qua đời. Năm 1924, Yekaterinburg đã được đổi tên thành Sverdlovsk để vinh danh ông, đến năm 1991 mới được đổi trở lại tên gọi cũ. Con trai của ông Andrei đã có một sự nghiệp lâu dài khi là một sĩ quan cho các cơ quan an ninh Liên Xô (NKVD, OGPU). Cháu gái của ông Ida kết hôn với người đứng đầu NKVD Genrikh Yagoda.

## Di sản
- Khu trục hạm trưởng Hải quân Đế quốc Nga Novik (hoạt động năm 1913) được đổi tên thành Yakov Sverdlov vào năm 1923.
- Chiếc dẫn đầu hạm đội tàu tuần dương lớp Sverdlov cũng được mang tên ông.
- Thành phố Yekaterinburg mang tên Sverdlovsk ở Liên Xô (1924-1991).
- Một vài địa điểm ở Liên Xô trước đây vẫn còn mang tên của Sverdlovsk, cũng như tại Liên bang Nga, Ukraina và Kyrgyzstan. Số khác thì đã được đổi tên.